# 弗拉斯克冰川

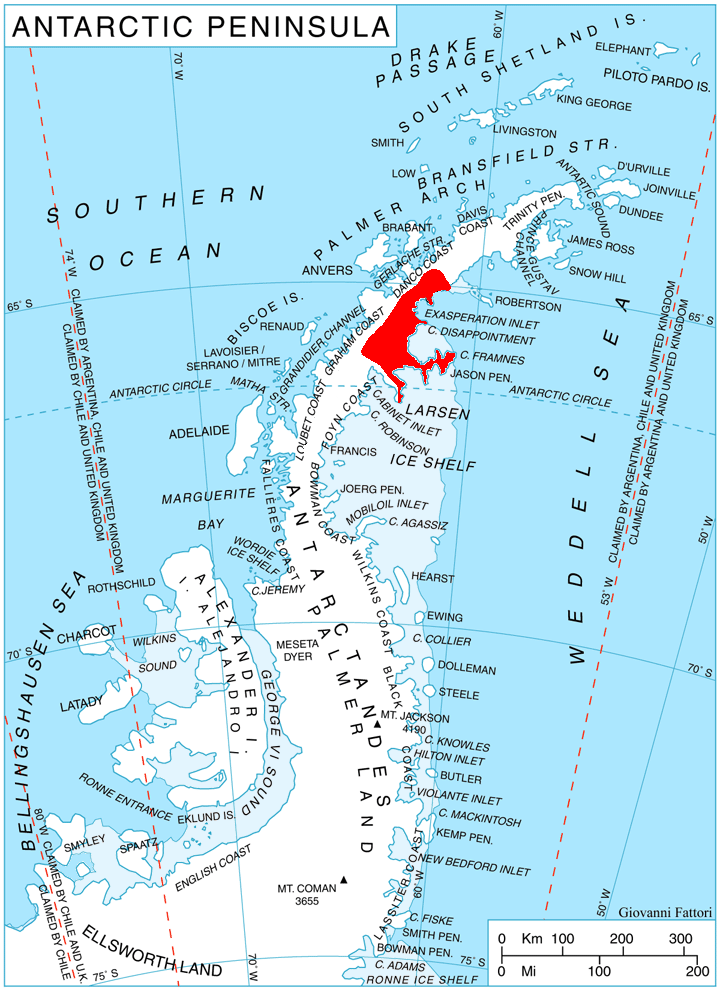

65°47′S 62°25′W / 65.783°S 62.417°W
弗拉斯克冰川（英語：Flask Glacier）是南極洲的冰川，位於葛拉漢地，全長40公里，發源自布魯斯高原，英國探險隊在1947年測量該冰川，以赫爾曼·梅爾維爾小說《白鯨記》的角色命名。